# La Portella
La Portella – gmina w Hiszpanii, w prowincji Lleida, w Katalonii, o powierzchni 12,35 km². W 2011 roku gmina liczyła 772 mieszkańców.